# Charles Clover
Charles Clover (ur. 13 maja 1955) – brytyjski lekkoatleta, który specjalizował się w rzucie oszczepem.
W 1974 roku wywalczył złoty medal igrzysk brytyjskiej wspólnoty narodów – na stadionie w nowozelandzkim mieście Christchurch osiągnął rezultat 84,92. Reprezentant Wielkiej Brytanii w meczach międzypaństwowych - także przeciwko Polsce Rekord życiowy: 84,92 (2 lutego 1974, Christchurch).